# Северное кладбище (Екатеринбург)

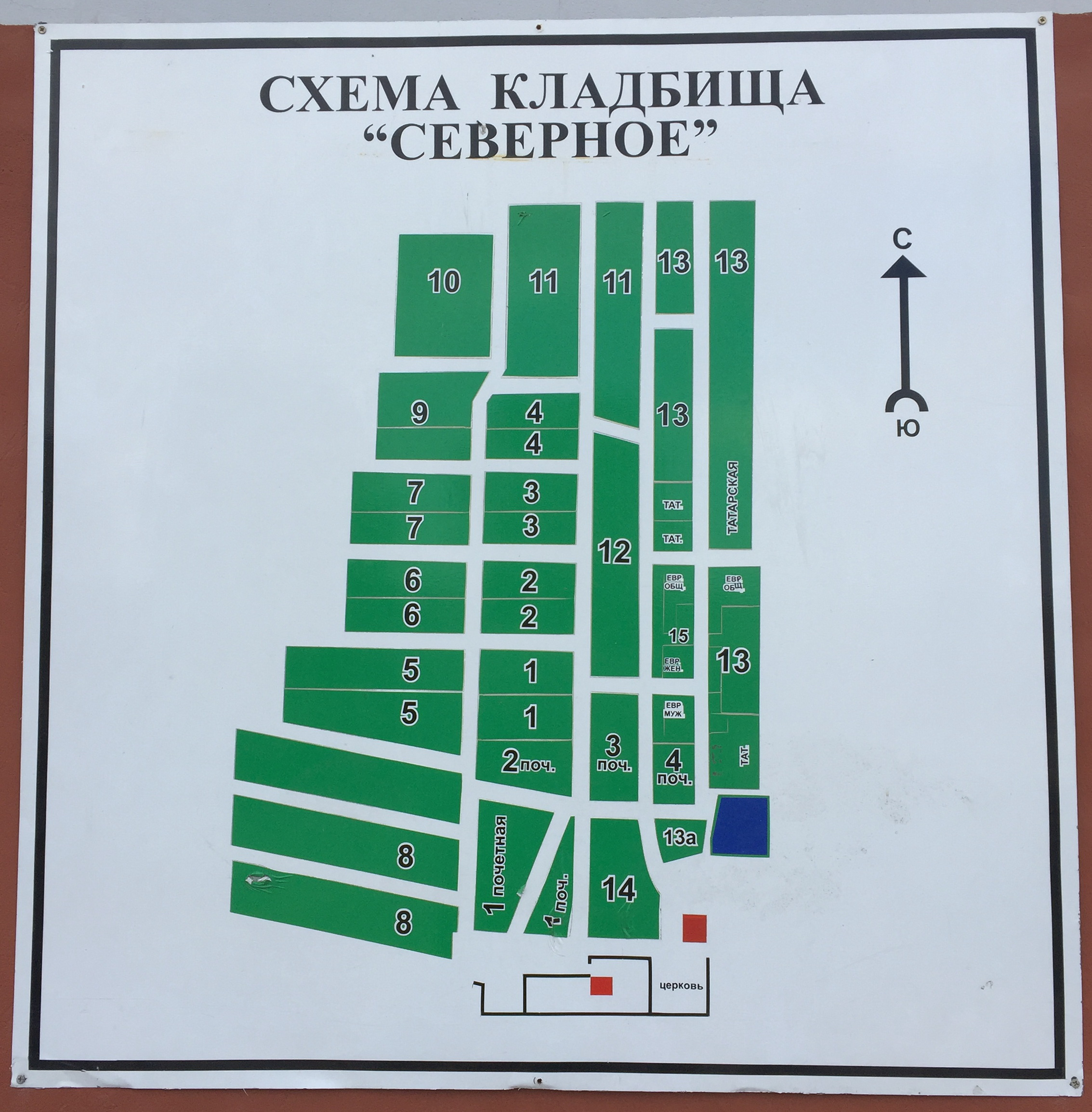
Схема кладбища

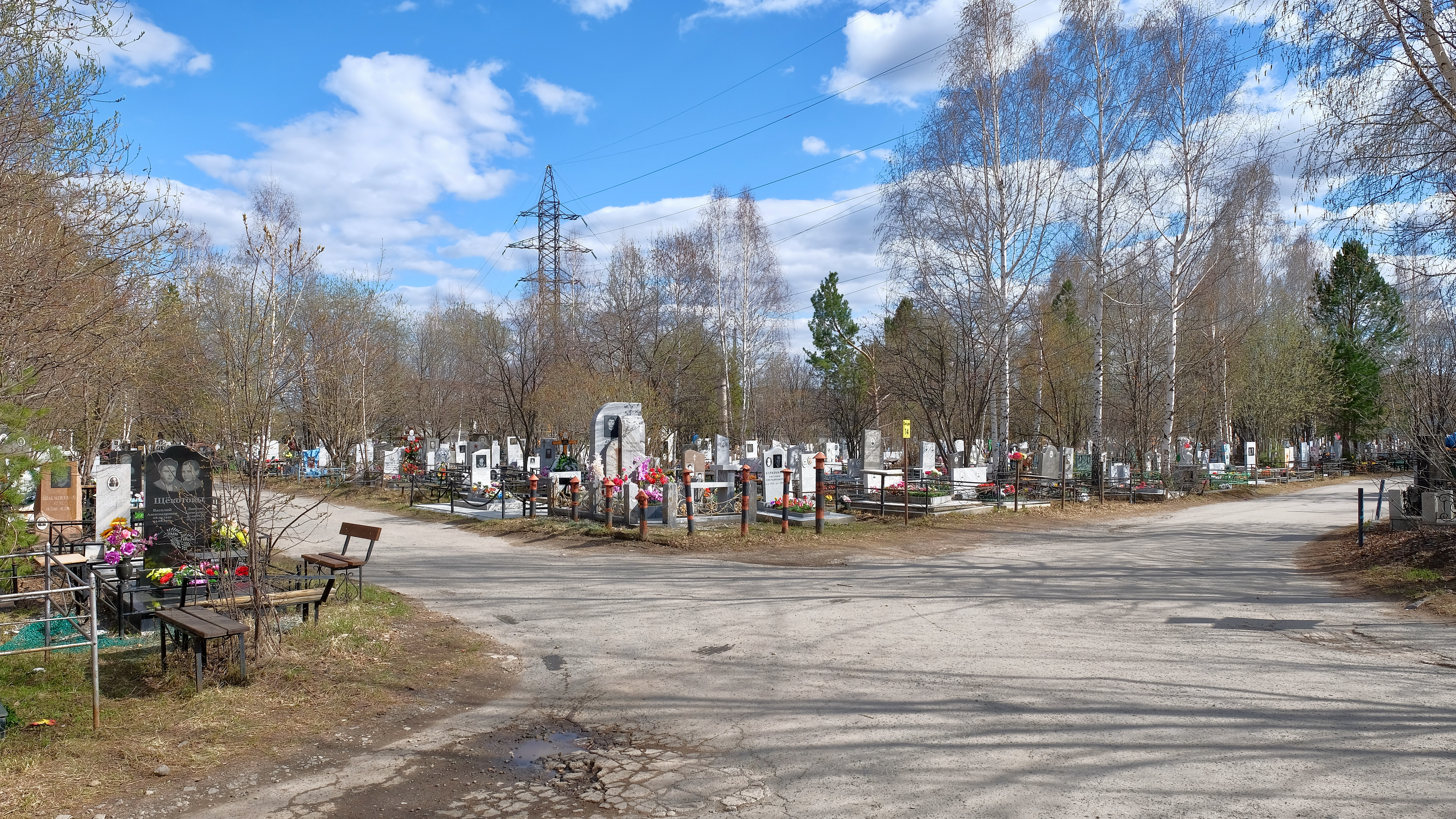
Вид на захоронения

Северное кла́дбище — одно из крупнейших кладбищ Екатеринбурга, второе по площади (после Лесного) — 57,5 га. Располагается на северной окраине города, между улицами Коммунистической и Народного Фронта.

## История
Кладбище, открытое в 1950-х годах, являлось местом захоронения умерших жителей жилых районов Уралмаш и Эльмаш города Свердловска (Екатеринбурга). Также на кладбище есть мусульманский и иудейский сектора.
В 1990-х годах кладбище получило известность как место захоронения погибших в «криминальной войне» лидеров Уралмашевской ОПГ — Григория Цыганова, Александра Хабарова, Александра Крука, Сергея Иванникова.
На 2015 год на кладбище насчитывается более 34 тысяч могил. В настоящее время оно является закрытым для захоронений, производятся только родственные подхоронения.
На кладбище в 1994 году построена Церковь во имя Всех Святых. Храм возведён из дерева в стиле шатровой архитектуры, характерной для старинных культовых построек Русского Севера.

## Некоторые люди, похороненные на этом кладбище

#### Герой Советского Союза
- Оболдин, Савелий Савельевич

#### Полный кавалер ордена Славы
- Красавин, Павел Александрович

### Герои Социалистического Труда
- Бычков, Павел Михайлович
- Дедюхин, Леонид Степанович
- Дурнышев, Алексей Алексеевич
- Казанцев, Николай Иосифович
- Кожедров, Пётр Павлович
- Лесанов, Иван Николаевич
- Лёвин, Иван Иванович
- Малофеев, Павел Родионович
- Маркин, Ефим Федосеевич
- Партина, Надежда Ефимовна
- Сидоровский, Дмитрий Дементьевич
- Стаин, Алексей Дмитриевич
- Сыромятникова, Анна Семёновна
- Сычугов, Виктор Михайлович
- Томашов, Юрий Васильевич
- Травников, Иван Васильевич
- Яковлев, Михаил Тимофеевич
- Янкин, Илларион Павлович

#### Полный кавалер ордена Славы
- Бурков, Игорь Александрович

### Деятели науки и культуры
- Беренов, Дмитрий Иванович
- Бойко, Генрих Харитонович
- Быков, Владимир Александрович
- Винокурский, Хаим Аронович
- Ефимов, Георгий Сергеевич
- Карпачев, Сергей Васильевич
- Кватер, Иосиф Шоломович
- Кондратов, Юрий Николаевич
- Лейдерман, Наум Лазаревич
- Машевский, Леонид Леонидович
- Мелехов, Вячеслав Дмитриевич
- Нисковских, Виталий Максимович
- Павлов, Борис Гаврилович
- Родионов, Виктор Васильевич
- Рябин, Виктор Афанасьевич
- Самойлов, Сергей Иванович
- Сатовский, Борис Иванович
- Строганов, Игорь Иванович
- Туров Евгений Акимович
- Тягунов, Роман Львович
- Халилеев, Павел Акимович
- Шкабатура, Юрий Павлович

### Спортсмены
- Гаврилов, Сергей Борисович
- Голубев, Анатолий Васильевич
- Горностаева, Людмила Петровна
- Зуев, Николай Николаевич (спортсмен)
- Кандель, Александр Ефимович
- Карелина, Татьяна Алексеевна
- Новожилов, Борис Яковлевич
- Плотникова, Анастасия Михайловна
- Решетников, Лев Борисович
- Фёдоров, Александр Сергеевич
- Юшков, Алексей Анатольевич